# Execution
Execution este episodul 26 al serialului american Zona crepusculară. Actorul Albert Salmi⁠(d), care interpretează rolul banditului, apare în calitate de personaj principal și în episodul „Of Late I Think of Cliffordville⁠(d) din sezonul 4.

## Prezentare

### Intriga
În 1880, un bandit pe nume Joe Caswell urmează să fie spânzurat pentru crimă. Dar în timp ce cade în ștreang, acesta dispare brusc și se trezește în 1960, în laboratorul profesorului Manion. Acesta îi explică cum, cu ajutorul unei mașini a timpului, a reușit să-l transporte pe Caswell din trecut. Totuși, când Manion observă urmele lăsate de ștreang pe gâtul acestuia și după ce Caswell îi spune că a ucis peste 20 de persoane, acesta realizează că trebuie să-l trimită înapoi în trecut.
Discuția dintre cei doi devine violentă, iar Caswell îl ucide pe Manion cu o lampă de birou și fuge din laborator. Odată ieșit din clădire, acesta este copleșit de aglomerație, lumini și zgomot. Tulburat de contactul cu noua lume, acesta se întoarce în laborator și îl imploră pe omul de știință ucis să-l ajute.
Un hoț pe nume Paul Johnson intră în laborator. Un conflict izbucnește între aceștia, dar Johnson reușește să-l stranguleze pe Caswell cu șnurul de la perdeaua unei ferestre. În timp ce încearcă să găsească seiful lui Manion, acesta activează mașina timpului și este trimis înapoi în 1880, direct în ștreang, și este spânzurat. Martorii sunt șocați să vadă corpul unui străin îmbrăcat în haine ciudate în locul lui Caswell. Aceștia se întreabă dacă această întâmplare este lucrarea Diavolului și dacă nu cumva au executat un om nevinovat.